# 함종군 (왕족)
함종군 이맹한(咸從君 李孟漢, 1455년 11월 2일 ~ 1529년 2월 7일)은 조선 전기의 왕족으로, 세종대왕과 소헌왕후의 손자이며 금성대군 이유의 아들이었다. 당초 화원군(花原君)에 봉작되었으나 아버지 금성대군이 단종 복위 운동에 가담했다가 실패하여 작위를 박탈당했다.
1519년(중종 14년) 그의 손자 홍양정 의(洪陽正 義)의 상소로 복작되고 소덕대부(昭德大夫)에 복직되고 함종군으로 개봉되었다.

## 생애
1455년(세조 1) 11월 2일에 태어났으며 아버지는 금성대군 이유이고 어머니는 완산부부인 전주최씨이다. 화원군에 봉작되었으나 아버지 금성대군이 단종 복위 운동에 가담했다가 실패하여 작위를 박탈당했다.
세조에 의해 충청도 청주(淸州)에 유배되었고 1474년(성종 5년) 11월 29일 성인이 되었다 하여 충훈부로부터 다른 곳으로 멀리 유배보낼 것을 청하였으나 성종이 거절하였다. 1475년(성종 6년) 1월 10일 성종은 의금부에 전지를 내려 유배지 마을 이정(里正)과 이웃에게 그가 외부인과 만나지 못하도록 감시하라는 명을 내렸다.
1518년 기준(奇遵)이 그의 무죄와 사면을 상소하였다.
금성 대군의 아들인 화원군(花原君) 맹한(孟漢)과 맹한의 아들 이연장(李連長)과 그의 서모제(庶母弟)가 모두 청주(淸州)의 관노(官奴)인데, 이것은 신도 그 사실을 알고 있습니다. 세조조에 있어서는 대사(大事)를 위하여 부득이 처벌하였겠지만 당대에 와서야 저들이 무슨 죄가 있겠습니까?

중종 때인 1519년(중종 14년) 그의 손자 홍양정 의(洪陽正 義)의 상소로 복작되고 소덕대부(昭德大夫)에 복직되고 함종군으로 개봉되었다. 1519년(중종 14) 그의 손자 이의가 대궐 문앞에 짚자리를 깔고 3개월간 궐문 주변에서 금성대군의 억울함을 큰소리로 부르짖었다. 이때 중종에게 경전을 강의하던 모재 김안국(慕齋 金安國)이 중종에게 아뢰기를 "금성대군은 왕조의 가까운 친척이요. 사죄(赦罪)하지 않아서 그 자손들이 아직도 그 죄목에 묶여 있으니 불가하다고 사료되나이다. 너그럽게 용서하소서."라고 상주하여 중종의 마음을 움직여 노비에서 해방되어 그는 복작되고 아들 이연장은 동평군에 추봉되었으며, 이인, 이의, 이례 3형제에게는 덕양부정, 홍양부정, 청리부정의 작위가 하사되었다.
1529년(중종 24) 2월 7일 졸하였다.

## 가족 관계
- 아버지 : 금성대군 이유(錦城大君 李瑜, 1426년 음력 3월 28일~1457년 음력 10월 21일)
- 어머니 : 완산부부인 전주 최씨(完山府夫人 全州 崔氏, 생몰년 미상)
- 서모 : 이름 미상
  - 서제 : 이동(李銅, ? - 1518년 이후)
- 부인 : 충주 지씨, 지범(池範)의 딸
  - 아들 : 동평군 이연장(東平君 李連長, 1481년 ~ 1508년 음력 2월 3일)
  - 며느리 : 전의 이씨, 동지 이신(李信)의 딸
    - 손자 : 덕양부정 증 덕천군 이인(1500년 음력 6월 19일 ~ 1575년 음력 3월 26일)
    - 손자 : 홍양부정 증 홍양정 이의(1502년~ 1577년 음력 6월 26일)
    - 손자 : 청리부정 이례

## 같이 보기
- 금성대군
- 단종복위운동
- 금성단
- 이동